# Успенский (Выгоничский район)
Успенский — посёлок в Выгоничском районе Брянской области, в составе Орменского сельского поселения. Расположен в 5 км к западу от деревни Большой Крупец, в 3 км к юго-востоку от деревни Елисеевичи Жирятинского района. Население — 4 человека (2010).

## История
Основан в начале XX века; до 2005 в Малфинском сельсовете (в 1949—1954 временно в Карповском).
| Годы      | 1926 | 1979 | 1989 | 2002 | 2010 |
| --------- | ---- | ---- | ---- | ---- | ---- |
| Население | 205  | 48   | 13   | 31   | 4    |